# Боров, Наум Григорьевич
Наум Григорьевич Боров (1906, Киев — 1942, Карело-Финская ССР) — советский архитектор и художник. Брат театрального режиссёра И. Г. Борова.

## Биография
Наум Боров родился в 1906 году в Киеве, был младшим ребёнком в обеспеченной еврейской семье. В 1923 году переехал в Москву. Добровольцем пошёл служить в Красную армию, уволился в звании младшего командира. В 1926 году поступил на полиграфический факультет Вхутемаса. Параллельно с учёбой разрабатывал оформительские проекты и плакаты. Многие его работы того периода были посвящены теме спорта и особенно футбола. Был отчислен по доносу сокурсника, однако после разбирательств вскоре был восстановлен благодаря высокой оценке выполненного им оформления Красной площади и колонн демонстрантов к празднованию Первого мая. После восстановления перевёлся на архитектурный факультет, однако ушёл оттуда в марте 1930 года.
В первой половине 1930-х годов являлся руководителем 12-й художественной мастерской Моссовета. Занимался в основном оформлением интерьеров и другими архитектурно-декоративными работами. Ряд своих работ выполнил в соавторстве с Г. С. Замским. Наум Боров так сформулировал творческие принципы своей мастерской:
Одной из основных задач, поставленных перед советской архитектурой, по нашему мнению, является создание органически целостных композиций. В них должно быть найдено гармоническое сочетание наружного и внутреннего оформления архитектурных сооружений.
В 1934—1936 годах Н. Г. Боров совместно с Г. С. Замским и И. А. Янгом спроектировал и осуществил в натуре интерьеры и меблировку комбината газеты «Правда». Как отмечал Н. Г. Боров, «серьезной и ответственной задачей для художников являлось проектирование отделочных работ и меблировки редакционно-издательского корпуса. Внутреннее оборудование его трактовано в основном как близкое по типу к рационализированной конторской меблировке». Спроектировал мебель для клуба Наркомлегпрома, построенного по проекту Ле Корбюзье, а также для бань Моссовета.
В начале 1930-х годов занялся проектированием станций Московского метрополитена. По воспоминанием современников, разрабатывал варианты логотипа «М». В мастерской Н. Г. Борова были разработаны диваны для пассажиров, а также указатели для всех станций первой очереди метро. Он занимался архитектурным оформлением северного наземного вестибюля и перонного зала станции метро «Охотный Ряд» (совместно с Г. С. Замским и Ю. А. Ревковским). Также принимал участие в конкурсе на проект оформления станции метро «Библиотека имени Ленина».
В 1935 году под давлением критики за следование западноевропейским образцам мастерская № 12 был ликвидирована. Н. Г. Боров продолжил заниматься художественно-оформительскими работами. Занимался праздничным оформлением Москвы, выполнял рекламы и агитплакаты. В 1939 году выполнил ряд оформительских работ для ВСХВ. Был автором почтовых марок. В частности он создал серию марок про ВСХВ — одну из первых в СССР многоцветных серий марок.
Незадолго до начала Великой Отечественной войны был призван в РККА для прохождения срочной службы. После начала войны в звании старшего лейтенанта был отправлен на Карельский фронт. Командуя ротой, был ранен в марте 1942 года в бою у станции Шали. Умер от ран в госпитале.

## Награды и премии
- Почётная грамота ЦИК СССР (1935) — за участие в строительстве первой очереди Московского метрополитена[4]

## Память
Имя Н. Г. Борова высечено на мраморной доске в Центральном доме архитектора.

## Галерея работ

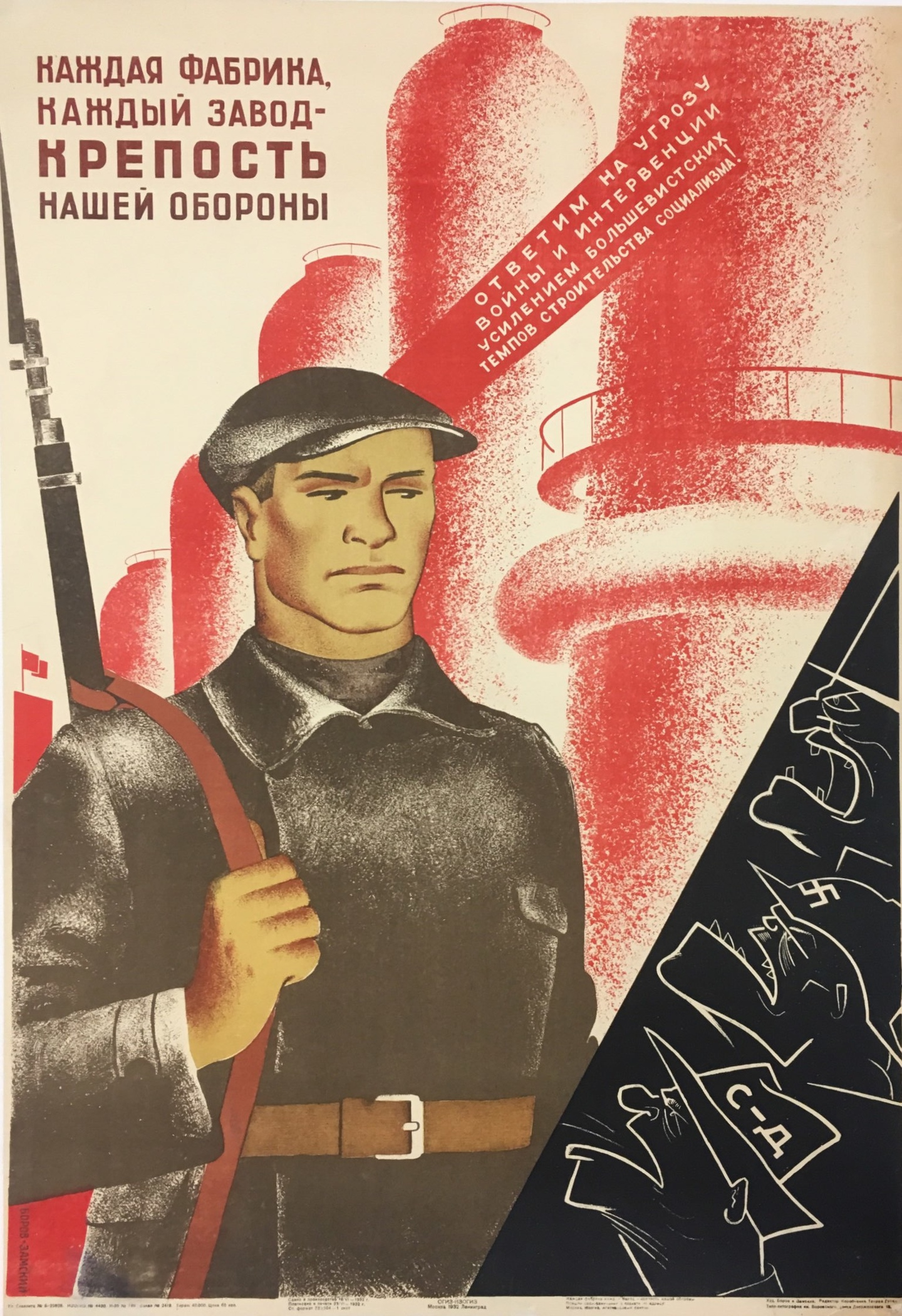
Плакат «Каждая фабрика, каждый завод - КРЕПОСТЬ нашей обороны!»
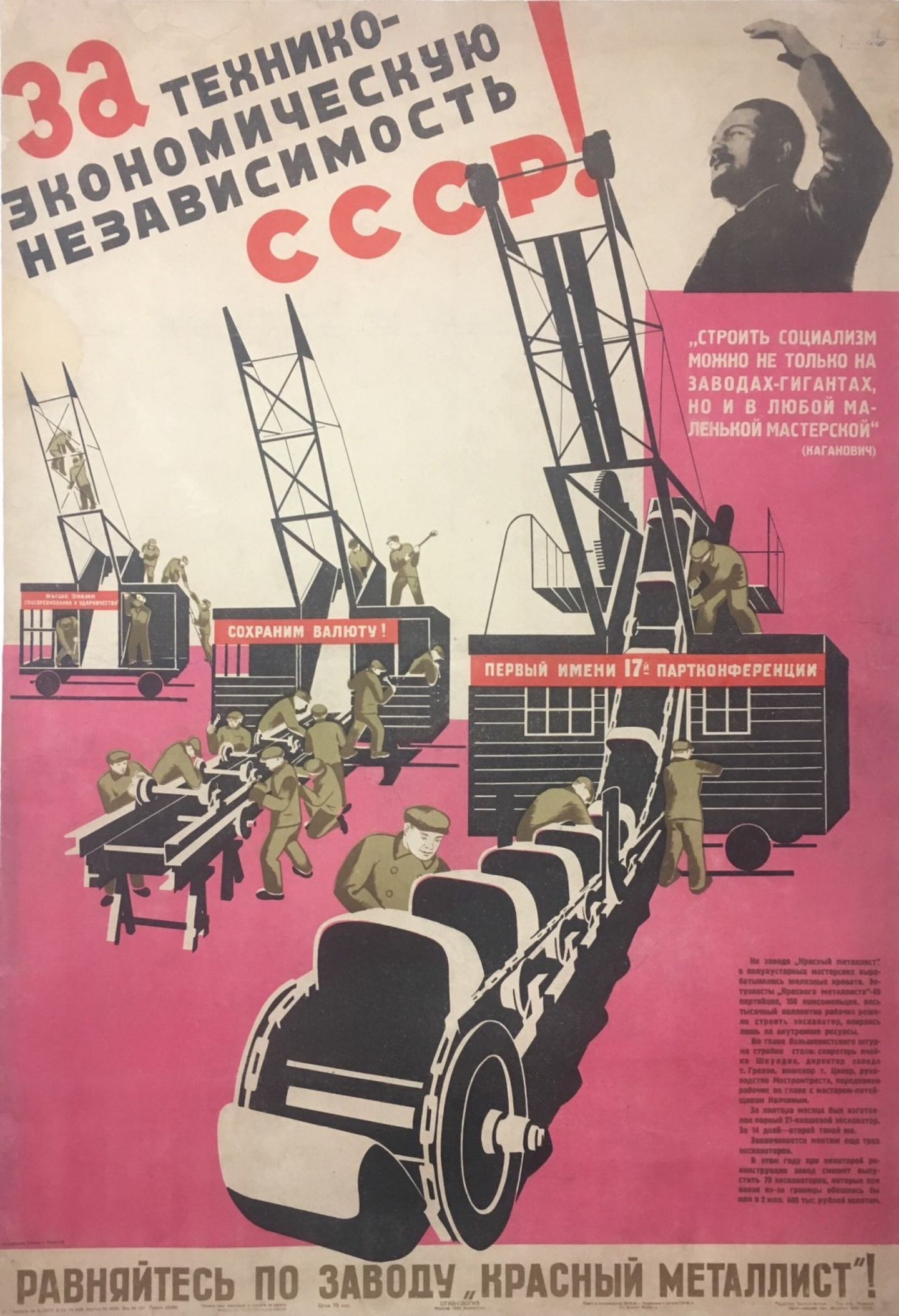
Плакат «За технико-экономическую независимость СССР!»
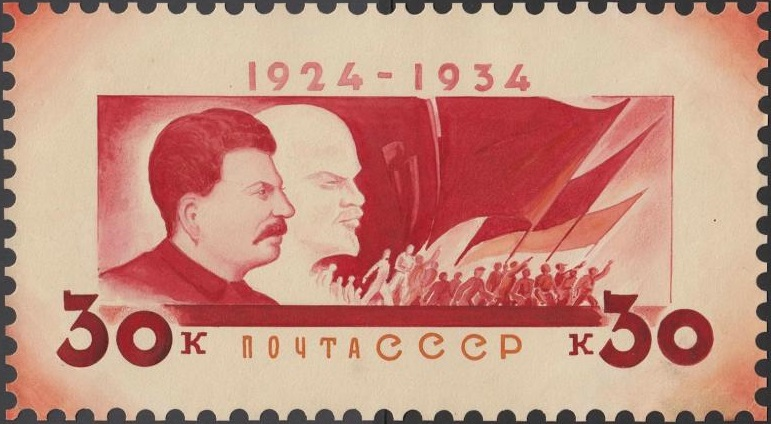
Марка «К 10-летию со дня смерти В. И. Ленина»
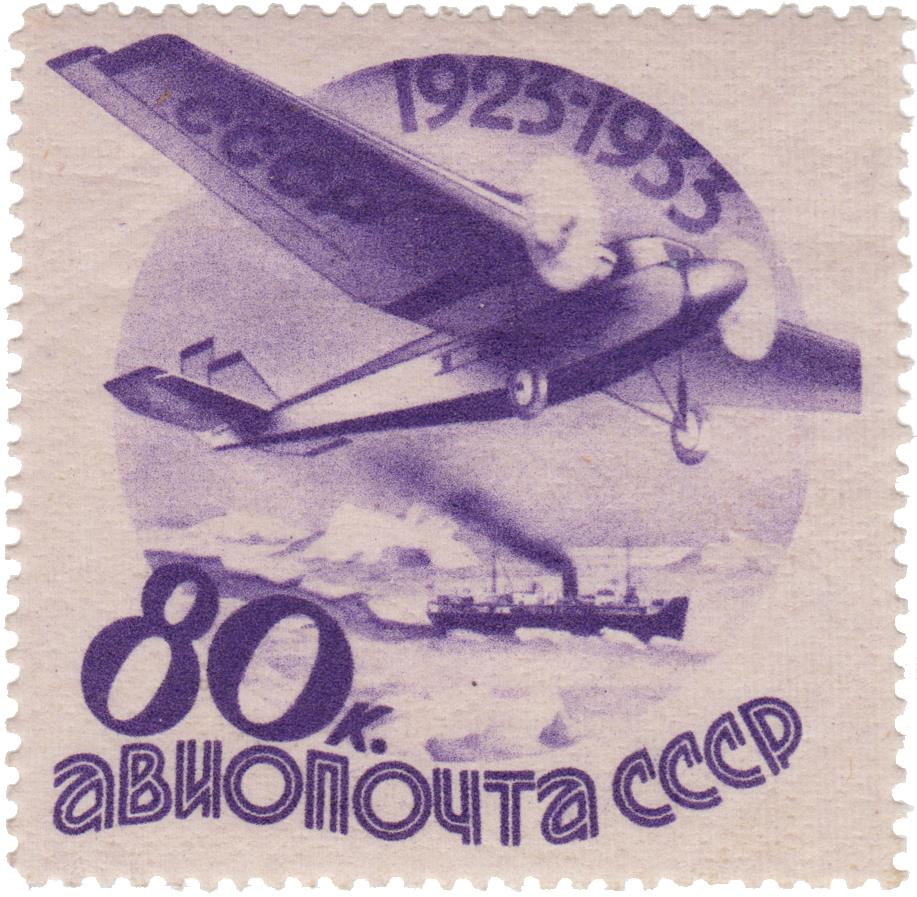
Марка «Авиапочта. 10-летие Гражданского воздушного флота СССР и советской авиапочты (1923—1933)»